# Список первых леди США
Первая леди США — титул хозяйки Белого дома. Традиционно обязанности хозяйки выполняет супруга президента США, но иногда такой титул присваивался женщине, которая женой главы государства не являлась — в случае, когда президент был холост или овдовел, или когда его супруга не могла выполнять обязанности первой леди. Должность первой леди не является выборной, её роль официально не определена. Тем не менее, первая леди присутствует на многих официальных церемониях и государственных мероприятиях, как в сопровождении президента, так и самостоятельно. Традиционно, хозяйка Белого дома не занята иной трудовой деятельностью. В её круг обязанностей также входит забота обо всех церемониях Белого дома. У первой леди США есть свой штат служащих, включая общественного секретаря Белого дома, руководителя штата работников, пресс-секретаря, главного флориста, шеф-повара. Офис первой леди является ветвью Исполнительного офиса президента США.
Согласно библиотеке Белого дома и Национальной библиотеке первых леди, всего было 45 первых леди и 47 титулов первой леди. Такое расхождение появилось из-за того, что Гровер Кливленд и Дональд Трамп были президентами дважды в разное время и считаются одновременно 22-м и 24-м и 45-м и 47-м президентами соответственно, при этом их супруги Френсис Кливленд и Мелания Трамп также были посчитаны дважды. Самой первой леди США была Марта Вашингтон, супруга первого президента США Джорджа Вашингтона. У президентов Джона Тайлера и Вудро Вильсона было по две первые леди, оба они сочетались вторым браком в течение президентского срока. После второй инаугурации Дональда Трампа 20 января 2025 года его супруга Мелания Трамп стала Первой леди США, сменив на этом посту Джилл Байден, супругу Джо Байдена.
Ныне живущими являются четыре бывших первых леди: Хиллари Клинтон, супруга Билла Клинтона; Лора Буш, супруга Джорджа Буша младшего; Мишель Обама, супруга Барака Обамы; Джилл Байден, супруга Джо Байдена.
Из всех президентов США лишь шестеро были младше жён: Джордж Вашингтон, Миллард Филлмор, Бенджамин Гаррисон, Уоррен Гардинг,  Герберт Гувер и Ричард Никсон.
Супруги четырёх президентов умерли прежде, чем их мужья приняли присягу, но они всё равно считаются первыми леди: Марта Джефферсон, супруга Томаса Джефферсона; Рэйчел Джексон, супруга Эндрю Джексона; Ханна Ван Бюрен, супруга Мартина Ван Бюрена; и Эллен Артур, супруга Честера А. Артура.
Харриет Лэйн, племянница Джеймса Бьюкенена, была единственной официальной первой леди, не находящейся в браке с президентом. Кроме этого, неофициально обязанности первой леди исполняли Долли Мэдисон (при президенте Томасе Джефферсоне), Эмили Донельсон и Сара Йорк Джексон (во время президентства Эндрю Джексона). Челси Клинтон неофициально исполняла обязанности первой леди во время избирательной кампании её матери и на протяжении срока её полномочий в Сенате во время президентства Билла Клинтона.
Титул «первая леди» впервые был использован в панегирике четвёртого президента Джеймса Мэдисона, посвящённом его супруге Долли Мэдисон. Однако в официальное обращение термин вошёл только после появления в Белом Доме Харриет Лэйн.
В 2007 году Монетный двор США начал выпускать набор золотых монет с портретами первых леди на аверсе. В том случае, если у президента не было супруги, то на аверсе изображали эмблему свободы как на бывших в обращении монетах того времени, а на реверсе — эмблема с изображением президента. Такими монетами являются монеты первых леди Томаса Джефферсона, Эндрю Джексона, Мартина Ван Бюрена и Джеймса Бьюкенена. На монете первой леди Честера Артура изображена суфражистка Элис Пол.

## Списокпервых леди
| Первая леди | Первая леди | Первая леди                                           | Годы жизни                                  | Дата регистрации брака     | Президент               | Начало работы в Белом Доме | Окончание работы в Белом Доме |
| ----------- | ----------- | ----------------------------------------------------- | ------------------------------------------- | -------------------------- | ----------------------- | -------------------------- | ----------------------------- |
| 1           |             | Марта Вашингтон (урождённая Дэндридж)                 | (1731—1802)                                 | 06.01.1759                 | Джордж Вашингтон        | 30.04.1789                 | 04.03.1797                    |
| 2           |             | Эбигейл Адамс (урождённая Смит)                       | (1744—1818)                                 | 25.10.1764                 | Джон Адамс              | 04.03.1797                 | 04.03.1801                    |
| 3           |             | Марта Джефферсон Рендольф (дочь президента)           | (1772—1836)                                 | дочь президента            | Томас Джефферсон (отец) | 04.03. 1801                | 04.03. 1809                   |
| 4           |             | Долли Мэдисон (урождённая Пейнэ)                      | (1768—1849)                                 | 14.09.1794 года            | Джеймс Мэдисон          | 04.03.1809                 | 04.03.1817                    |
| 5           |             | Элизабет Монро (урождённая Кортрайт)                  | (1768—1830)                                 | 16.02.1786                 | Джеймс Монро            | 04.03.1817                 | 04.03.1825                    |
| 6           |             | Луиза Катрин Адамс (урождённая Джонсон)               | (1775—1852) Страна рождения: Великобритания | 26.07.1797                 | Джон Куинси Адамс       | 04.03.1825                 | 04.03.1829                    |
| 7           |             | Эмили Теннесси Донельсон (племянница жены президента) | (1807—1836)                                 | племянница жены президента | Эндрю Джексон           | 04.03.1829                 | 19.12.1836                    |
| 8           |             | Сара Йорк Джексон (невестка президента)               | (1803—1887)                                 | невестка президента        | Эндрю Джексон           | 19.12.1836                 | 04.03.1837                    |
| 9           |             | Анджелика Ван Бюрен (невестка президента)             | (1818—1877)                                 | невестка президента        | Мартин Ван Бюрен        | 04.03.1837                 | 04.03.1841                    |
| 10          |             | Анна Гаррисон (урождённая Татхилл Симмс)              | (1775—1864)                                 | 22.11.1795                 | Уильям Генри Гаррисон   | 04.03.1841                 | 04.04.1841                    |
| 11          |             | Летиция Кристиан Тайлер (урождённая Кристиан)         | (1790—1842)                                 | 29.03.1813                 | Джон Тайлер             | 04.04.1841                 | 10.09.1842                    |
| 12          |             | Джулия Тайлер (урождённая Гардинер)                   | (1820—1889)                                 | 26.06.1844                 | Джон Тайлер             | 26.06.1844                 | 04.03.1845                    |
| 13          |             | Сара Чилдресс Полк (урождённая Чилдресс)              | (1803—1891)                                 | 01.01.1824                 | Джеймс Нокс Полк        | 04.03.1845                 | 04.03.1849                    |
| 14          |             | Маргарет Тейлор (урождённая Мэккалл-Смит)             | (1788—1852)                                 | 21.06.1810                 | Закари Тейлор           | 04.03.1849                 | 09.07.1850                    |
| 15          |             | Эбигейл Филлмор (урождённая Пауэр)                    | (1798—1853)                                 | 05.02.1826                 | Миллард Филлмор         | 09.07.1850                 | 04.03.1853                    |
| 16          |             | Джейн Пирс (урождённая Минс Эпплтон)                  | (1806—1863)                                 | 19.11.1834                 | Франклин Пирс           | 04.03.1853                 | 04.03.1857                    |
| 17          |             | Харриет Лэйн (племянница президента)                  | (1830—1903)                                 | племянница президента      | Джеймс Бьюкенен         | 04.03.1857                 | 04.03.1861                    |
| 18          |             | Мэри Тодд Линкольн (урождённая Тодд)                  | (1818—1882)                                 | 04.11.1842                 | Авраам Линкольн         | 04.03.1861                 | 15.04.1865                    |
| 19          |             | Элиза Маккардл-Джонсон (урождённая Маккардл)          | (1810—1876)                                 | 17.05.1827                 | Эндрю Джонсон           | 15.04.1865                 | 04.03.1869                    |
| 20          |             | Джулия Грант (урождённая Дент)                        | (1826—1902)                                 | 22.08.1848                 | Улисс Симпсон Грант     | 04.03.1869                 | 04.03.1877                    |
| 21          |             | Люси Уэбб Хейз (урождённая Уэбб)                      | (1831—1889)                                 | 30.12.1852                 | Резерфорд Бёрчард Хейз  | 04.03.1877                 | 04.03.1881                    |
| 22          |             | Лукреция Гарфилд (урождённая Рудольф)                 | (1832—1918)                                 | 11.11.1858                 | Джеймс Абрам Гарфилд    | 04.03.1881                 | 19.09.1881                    |
| 23          |             | Эллен Артур (урождённая Льюис Херндон)                | (1837—1880)                                 | 25.10.1859                 | Честер Алан Артур       | —                          | —                             |
| 24          |             | Мэри Артур Макелрой (сестра президента)               | (1841—1917)                                 | сестра президента          | Честер Алан Артур       | 19.09.1881                 | 04.03.1885                    |
| 25          |             | Роуз Элизабет Кливленд (сестра президента)            | (1846—1918)                                 | сестра президента          | Стивен Гровер Кливленд  | 04.03.1885                 | 02.06.1886                    |
| 26          |             | Фрэнсис Кливленд (урождённая Фолсом)                  | (1864—1947)                                 | 02.06.1886                 | Стивен Гровер Кливленд  | 02.06.1886                 | 04.03.1889                    |
| 27          |             | Каролина Харрисон (урождённая Скотт)                  | (1832—1892)                                 | 20.10.1853                 | Бенджамин Гаррисон      | 04.03.1889                 | 25.10.1892                    |
| 28          |             | Мэри Гаррисон Макки (дочь президента)                 | (1858—1930)                                 | дочь президента            | Бенджамин Гаррисон      | 25.10.1892                 | 04.03.1893                    |
| 29          |             | Фрэнсис Кливленд (урождённая Фолсом)                  | (1864—1947)                                 | 02.06.1886                 | Стивен Гровер Кливленд  | 04.03.1893                 | 04.03.1897                    |
| 30          |             | Ида Сэкстон Мак-Кинли (урождённая Сэкстон)            | (1847—1907)                                 | 25.01.1871                 | Уильям Мак-Кинли        | 04.03.1897                 | 14.09.1901                    |
| 31          |             | Эдит Рузвельт (урождённая Кэроу)                      | (1861—1948)                                 | 02.12.1886                 | Теодор Рузвельт         | 14.09.1901                 | 04.03.1909                    |
| 32          |             | Хелен Херрон Тафт (урождённая Херрон)                 | (1861—1943)                                 | 19.06.1886                 | Уильям Тафт             | 04.03.1909                 | 04.03.1913                    |
| 33          |             | Эллен Акссон Вильсон (урождённая Акссон)              | (1860—1914)                                 | 24.06.1885                 | Томас Вудро Вильсон     | 04.03.1913                 | 06.08.1914                    |
| 34          |             | Эдит Вильсон (урождённая Боллинг)                     | (1872—1961)                                 | 18.12.1915                 | Томас Вудро Вильсон     | 18.12.1915                 | 04.03.1921                    |
| 35          |             | Флоренс Гардинг (урождённая Клинг)                    | (1860—1924)                                 | 08.07.1891                 | Уоррен Гардинг          | 04.03.1921                 | 02.08.1923                    |
| 36          |             | Грейс Кулидж (урождённая Гудхью)                      | (1879—1957)                                 | 04.10.1905                 | Джон Калвин Кулидж      | 02.08.1923                 | 04.03.1929                    |
| 37          |             | Лу Гувер (урождённая Генри)                           | (1874—1944)                                 | 10.02.1899                 | Герберт Кларк Гувер     | 04.03.1929                 | 04.03.1933                    |
| 38          |             | Элеонора Рузвельт (урождённая Рузвельт)               | (1884—1962)                                 | 17.03.1905                 | Франклин Рузвельт       | 04.03.1933                 | 12.04.1945                    |
| 39          |             | Бесс Трумэн (урождённая Уолесс)                       | (1885—1982)                                 | 28.06.1919                 | Гарри Трумэн            | 12.04.1945                 | 20.01.1953                    |
| 40          |             | Мейми Эйзенхауэр (урождённая Дэуд)                    | (1896—1979)                                 | 01.01.1916                 | Дуайт Дэвид Эйзенхауэр  | 20.01.1953                 | 20.01.1961                    |
| 41          |             | Жаклин Кеннеди (урождённая Бувье)                     | (1929—1994)                                 | 12.09.1953                 | Джон Кеннеди            | 20.01.1961                 | 22.11.1963                    |
| 42          |             | Клодия Алта «Леди Бёрд» Джонсон (урождённая Тейлор)   | (1912—2007)                                 | 17.11.1934                 | Линдон Бэйнс Джонсон    | 22.11.1963                 | 20.01.1969                    |
| 43          |             | Пэт Никсон (урождённая Раян)                          | (1912—1993)                                 | 21.06.1940                 | Ричард Милхауз Никсон   | 20.01.1969                 | 09.08.1974                    |
| 44          |             | Элизабет «Бетти» Энн Форд (урождённая Блумер)         | (1918—2011)                                 | 15.10.1948                 | Джеральд Рудольф Форд   | 09.08.1974                 | 20.01.1977                    |
| 45          |             | Розалин Картер (урождённая Смит)                      | (1927—2023)                                 | 07.07.1946                 | Джимми Картер           | 20.01.1977                 | 20.01.1981                    |
| 46          |             | Нэнси Рейган (урождённая Роббинс)                     | (1921—2016)                                 | 06.03.1952                 | Рональд Рейган          | 20.01.1981                 | 20.01.1989                    |
| 47          |             | Барбара Буш (урождённая Пирс)                         | (1925—2018)                                 | 06.01.1945                 | Джордж Г. У. Буш        | 20.01.1989                 | 20.01.1993                    |
| 48          |             | Хиллари Клинтон (урождённая Родэм)                    | род. 1947                                   | 11.10.1975                 | Билл Клинтон            | 20.01.1993                 | 20.01.2001                    |
| 49          |             | Лора Буш (урождённая Уэлч)                            | род. 1946                                   | 05.11.1977                 | Джордж У. Буш           | 20.01.2001                 | 20.01.2009                    |
| 50          |             | Мишель Обама (урождённая Робинсон)                    | род. 1964                                   | 03.10.1992                 | Барак Обама             | 20.01.2009                 | 20.01.2017                    |
| 51          |             | Мелания Трамп (урождённая Кнавс)                      | род. 1970 Страна рождения: Югославия        | 22.01.2005                 | Дональд Трамп           | 20.01.2017                 | 20.01.2021                    |
| 52          |             | Джилл Байден (урождённая Джейкобс)                    | род. 1951                                   | 17.06.1977                 | Джо Байден              | 20.01.2021                 | 20.01.2025                    |
| 53          |             | Мелания Трамп (урождённая Кнавс)                      | род. 1970 Страна рождения: Югославия        | 22.01.2005                 | Дональд Трамп           | 20.01.2025                 |                               |

## Ныне живущие первые леди
По состоянию на август 2025 года живы пятеро первых леди США:
- Хиллари Клинтон
(1993–2001)
род. 26 октября 1947
(77 лет)
- Лора Буш
 (2001–2009)
род. 4 ноября 1946
(78 лет)
- Мишель Обама
(2009–2017)
род. 17 января 1964
(61 год)
- Мелания Трамп
(2017–2021; с 2025)
род. 26 апреля 1970 
(55 лет)
- Джилл Байден
(2021–2025)
род. 3 июня 1951
(74 года)